# Plecopterodes deprivata
Plecopterodes deprivata är en fjärilsart som beskrevs av W. Warren 1914. Plecopterodes deprivata ingår i släktet Plecopterodes och familjen nattflyn. Inga underarter finns listade i Catalogue of Life.